# Бендерская райя
Бендерская райя — административная единица (райя) Османской империи, образованная на территории Молдавского Княжества после завоевания Тигины войсками султана Сулеймана Великолепного в 1538 году. Состоял из города Тигина (переименованного турками в Бендеры) и двенадцати (или восемнадцати) окрестных деревень. Бендерская крепость была северным форпостом Османской империи.
Бендерская райя была окончательно расформирована российским императором Александром I в 1807 году, после того как гарнизон крепости сдался генералу Мейендорфу в начале Русско-турецкой войны 1806-12 гг.
Население города в начале XIX века составляло, по данным французского военного Гильмино, 60 000 жителей, из которых около половины были мусульманами, а остальные - молдаванами, армянами и евреями[прояснить].
Жители  находились под властью бендерского бея и были прямыми подданными султана, платя личный налог. Довольно мягкий налоговый режим способствовал перемещению крестьян с прилегающих земель Молдавского княжества на территорию райя.

## История
В 1538 году Петр Рареш восстал против Оттоманской Порты, отказавшись платить ежегодную дань. Преданный боярами, он укрывается в крепости Чичеу в Трансильвании. В том же году султан Порты Сулейман I во время своего похода против Петра Рареша без боя входит в Тигину и превращает ее вместе с 18 окрестными селами в райю. Став резиденцией райя, старое название сменилось новым - Бендеры, с персидского означает «гавань», «порт» или «портовый город» (перс. بندر). До завоевания, Тигина была военно-административным центром Лапушнянского округа, позднее переведенного в местечке Лэпушна.
На месте таможни по плану знаменитого турецкого архитектора Коджи Синана была построена Бендерская крепость.